# 方政
方政（1966年10月14日—），出生於中國安徽合肥市，1989年畢業於北京體育學院，六四天安门事件當天雙腿被坦克碾斷，民運人士。

## 生平
1989年6月4日凌晨6時，他沿西長安街撤出天安門廣場，自述為救某學妹，被坦克碾斷雙腿。1992年在中華人民共和國全國殘疾人運動會贏得男子標槍及鐵餅冠軍，之后去海口直至2000年，並先後從事地產經紀、導遊。2000年8月回到安徽合肥，从事残疾人运动，曾经参加过第四届安徽省残疾人运动会，并夺得轮椅标枪冠军。
2009年初，方政在封從德、周鋒鎖等人幫助下，來到美國舊金山申請政治庇護，並很快獲洛杉磯視覺藝術家協會頒發言論自由鬥士獎，后成为美国公民。2012年5月31日獲香港支聯會贊助抵香港，6月4日參加維多利亞公園六四燭光晚會，見証歷史。方政是中國民主教育基金會會長，並擔任“天安门民主大学”复校筹备组召集人和发言人。
2019年2月，他的父亲在安徽突然去世，他急着回中国与父亲告别，但他在中国驻旧金山总领馆申请到的中国签证在三小时后被吊销。

## 被坦克碾斷雙腿
1989年六月四日凌晨，方政与撤退的天安門廣場學生走在西長安街，爆炸的濃煙中衝出坦克，他迅速把一個昏倒的女同學往路邊護欄上推。
方政說：“把她往前一推，自己迫於坦克的壓迫感，時間非常短，我就倒到地上，然後就感覺好像一個人被擠壓的感覺，我那時還有點意識，壓到了。拖在地下，我整個人咚咚咚顛簸，震動，然後，咚，掉下來了。”方政失去雙腿後，中华人民共和国政府要求他否認被坦克碾壓，方政拒絕了。
2009年方政被營救到海外，柴玲送給他一張坦克和他的合成照片。方政說：“我很喜歡這張照片，我覺得她在這張照片中詮釋了兩種坦克和人的這種關係。一方面有我們民眾對這種對抗暴政的勇氣和自由的精神，我覺得王維林代表了這種精神，另一方面，要讓更多的人知道，真正六四鎮壓的真相，就是中國政府用正規軍，用坦克無情地鎮壓了平民和學生。”

## 體育活動
方政在失去雙腿後仍然從事自己熱愛的體育活動。1992年他在中華人民共和國全國殘疾人運動會贏得男子標槍及鐵餅冠軍。1994年，他作為中國全國冠軍，原本準備參加在北京舉行的遠東及南太平洋殘疾人運動會，但是因為他殘疾的原因是六四天安门事件，中國政府拒絕讓他參加。

## 外部連結
- 方政的X（前Twitter）
- 長樂, 馮. . 大紀元. 2005-05-31  [2024-06-05]. （原始内容存档于2022-09-05）.